# Seabird Seeker
Seabird Seeker (SB7L-360 Seeker 2) – lekki samolot obserwacyjno-rozpoznawczy.

## Historia
Prace nad niewielkim i tanim samolotem obserwacyjno-rozpoznawczym o parametrach lotu pozwalającym na konkurowanie ze śmigłowcami rozpoczęły się w Seabird Aviation Australia w 1988 roku. Głównym atutem nowej konstrukcji, obok niewielkich kosztów eksploatacji, miała być niewielka prędkość minimalna. Wybudowano cztery prototypy, pierwszy z nich, oznaczony jako SB5N, napędzany silnikiem rotacyjnym Norton, wzbił się do swojego pierwszego lotu 1 października 1989 roku. Drugi z prototypów, oznaczony jako SB5E z silnikiem Emdair, do swojego dziewiczego lotu wzbił się 11 stycznia 1991 roku. Maszyna posłużyła również do przeprowadzenia prób statycznych. Trzeci prototyp SB7L-235, z silnikiem Lycoming oblatano 6 czerwca 1991 roku. Ostatni z prototypów, SB7L-360, po raz pierwszy wzniósł się w powietrze na początku 1993 roku. Dwa lata później maszyna znalazła się w kręgu zainteresowań Australijskich Sił Zbrojnych, które zleciły przeprowadzenie badań maszyny oraz zamówiły wstępnie pięć samolotów. Rok później, w 1996 r. badania i zamówienia zostały jednak anulowane. 
17 sierpnia 2003 roku powstała spółka Seabird Aviation Jordan, będąca joint venture pomiędzy jordańską firmą zbrojeniową King Abdullah Design and Development Bureau a australijskim Seabird Aviation Australia. Jej celem miała być produkcja samolotów i ich sprzedaż na rynkach Bliskiego Wschodu. We wrześniu 2003 roku do Jordanii przybył pierwszy Seeker, oblatany na miejscu 2 października tego samego roku, a w marcu i czerwcu 2004 roku kolejne dwa egzemplarze. W 2004 roku nowa firma zanotowała pierwszy sukces sprzedając samoloty Irackim Siłom Powietrznym. Maszyny zostały przekazane 29 lipca 2004 roku, stając się zarazem pierwszymi zakupionymi przez Irak samolotami po amerykańskiej inwazji na kraj w 2003 roku. Maszyny wyposażone w elektrooptyczne urządzenia rozpoznawcze trafiły do 70. Dywizjonu stacjonującego na terenie portu lotniczego w Basrze. Ich zadaniem jest monitorowanie szlaków zaopatrzeniowych, rurociągów i linii energetycznych będących w owym czasie celem ataku irackich rebeliantów. W październiku 2004 roku pięć samolotów zamówiła południowo afrykańska firma Paramount Group. W 2006 roku Jordania zamówiła sześć samolotów, spisując ze stanu posiadania pierwsze dwie dostarczone maszyny.

## Konstrukcja
Samolot jest metalowym, zastrzałowym górnopłatem ze stałym podwoziem z tylnym podparciem. Konstrukcja maszyny została podporządkowana uzyskaniu jak najlepszych warunków prowadzenia obserwacji z kabiny, która ma postać półsfery z bogatym oszkleniem. Układ górnopłatu sprawia, iż skrzydła nie ograniczają pola widzenia. Tablica przyrządów umieszczona jest pośrodku, nie zasłaniając widoku na wprost. Kabina mieści dwuosobową załogę z miejscami umieszczonymi obok siebie. Skrzydła o prostokątnym obrysie oparte na dwóch zastrzałach. Silnik tłokowy Lycoming O-360-B2C ze śmigłem pchającym, może pracować na benzynie lotniczej jak również na bezołowiowym paliwie używanym do napędu samochodów. Maszyna wyposażona jest w belkę ogonową. Podwozie stałe, trójpodporowe z tylnym kółkiem ogonowym.

## Uzbrojenie
Maszyna wyposażona jest w dwa podskrzydłowe węzły do podwieszania uzbrojenia, aczkolwiek maszyna nie jest przeznaczona do realizacji zadań uderzeniowych. W Jordanii przeprowadzono próby samolotu z dodatkowym opancerzeniem chroniącym przed ogniem małokalibrowym z ziemi oraz wyrzutnikiem flar termicznych.